# گئگن
گئگن (به لاتین: Gigen) یک منطقهٔ مسکونی در بلغارستان است که در شهرستان گولیانتسی واقع شده‌است. گئگن ۲٬۱۲۳ نفر جمعیت دارد و ۳۹ متر بالاتر از سطح دریا واقع شده‌است.